# Gråhuvad glada
Gråhuvad glada (Leptodon cayanensis) är en amerikansk fågel i familjen hökar inom ordningen hökfåglar.

## Utseende och läte
Gråhuvad glada är en distinkt rovfågel med grått huvud, mörka ögon och, olikt de flesta rovfåglar, avsaknad av gult i ansiktet. Ungfågeln har två olika dräkter, båda med två till tre breda ljusgrå stjärtband. Den ena är mörkbrun på huvud och ovansida, medan undersidan är mörkstreckat vitaktig. Den andra har vit undersida och vitt huvud med en liten svart hätta. I flykten är vingslagen lösa och flaxiga. Lätet är utdraget och skrattande.

## Utbredning och systematik
Gråhuvad glada delas in i två underarter med följande utbredning:
- Leptodon cayanensis cayanensis – förekommer från sydöstra Mexiko till västra Ecuador, Guyanas högland och Amazonområdet samt på Trinidad och Tobago.
- Leptodon cayanensis monachus – förekommer från centrala Brasilien till östra Bolivia, norra Argentina och Paraguay.

## Levnadssätt
Gråhuvad är en fåtalig rovfågel som förekommer i låglänta tropiska skogar där den ofta sitter dold i trädkronor. Födan omfattar allt från insekter till fåglar, ormar, ormar, trädlevande geckoödlor, grodor och till och med mollusker. Den har också setts nära silkesapor tålmodigt väntande på att de ska skrämma upp cikador eller vårtbitare. Arten spelflyger med snabba och fladdrande nedåtgående vingslag.

## Status
Gråhuvad glada minskar i antal, dock inte tillräckligt kraftigt för att den ska betraktas som hotad. IUCN kategoriserar därför arten som livskraftig. Det globala beståndet uppskattas till i storleksordningen mellan 50 000 och en halv miljon vuxna individer.

## Namn
Fågeln har på svenska även kallats gråhuvad gökfalk.